# Chronogaster elegans
Espèce
Chronogaster elegans est une espèce de nématodes chromadorés dans la famille des Chronogastridae. Il s'agit d'une espèce d'eau douce, trouvée aux États-Unis